# Кућа у Ул. Бранислава Нушића бр. 2 у Суботици
Кућа у Ул. Бранислава Нушића бр. 2 у Суботици је подигнута 1913. године и представља непокретно културно добро као  споменик културе. 

Објекат је подигнут по пројекту Пала Вадаса, наручилац је био град Суботица, у којој су били смештени елитни станови које је Градски сенат издавао и од којих је убирао најамнину. У приземљу су биле лоциране продавнице, а дуги низ година је у објекту била Градска штампарија. Овај двоспратни, угаони објекат, основе која прати неправилни облик парцеле, у много чему се разликује од првобитно испланираног. Барокне форме торња и вегетабилне орнаментике са пројекта замењене су чистијим, елегантнијим, издуженим геометријским формама на изведеном објекту.
Фасаду карактеришу вертикално усмерени отвори који су веома интересантно груписани по паровима. Приземљем се ритмично ниже осам пари, а спратом шест пари отвора. По два улаза или по два прозора су обухваћена у једну целину и нешто издвојени од следеће исте такве целине. Занимљивост овог објекта се крије у једва приметној декорацији. Пошто су еркери нешто мало истурени у простор, на њиховој доњој страни је низ медаљона интензивно плаво-црвене боје са ликовима лабудова и птица. Кровиште објекта је масивно, шаторасто, са издвојеним двоструким делом изнад средњег ризалита.